# 유나이티드 론치 얼라이언스
유나이티드 론치 얼라이언스(United Launch Alliance, LLC, 약칭 ULA)는 보잉과 록히드마틴이 합작 투자하여 만든 기업이다. 2006년 12월 1일 창립되어 NASA에 발사 로켓을 제공하는 회사이다. 미국 정부 외에도 미국 국방부, FBI와 CIA가 만든 군사 위성도 이 회사가 로켓을 제공한다. 스페이스 X가 미국정부와 GPS와 인공위성이 관련된 계약을 미국 정부와 하기 전까지는 독점 수준으로 이 회사가 미국의 우주 발사체를 제공·관리했다.

## 개요
제품으로는 델타 II, 델타 IV, 델타 IV 헤비 그리고 아틀라스 V를 가지고 있다. 비정부 기업에도 발사체를 대여해주기도 한다. 발사체 대여 권리는 록히드마틴이 가지고 있으며, 상업적으로 팔 수도 있다.
현재 새로운 로켓인 벌컨을 개발하기 위해 구조조정을 했다. 새로운 로켓 벌컨은 현재 2020년 시험 발사를 앞두고 있고, 구조조정으로 인해 직원과 회사의 관계가 나빠졌는데 다시 회복되었다.

## 역사
2005년, 록히드마틴과 보잉은 2005년 2월 합작투자 계약을 했다. 이후, 두 회사를 합병하여 크기를 불렸다.
이후 미국정부에게 제공할 델타 IV와 아틀라스 V를 개발했다.
2011년까지 ULA는 우주기지를 소유하고 있었으며, 2008년 합병과 그 외 여러 사정으로 인해 모두 팔았다.

### 구조조정
2014년 10월 ULA는 벌컨을 만드는데 1년 예산으로는 개발을 할 수 없자 직원들의 월급을 반으로 줄였다. 이로 인해 직원의 반발이 매우 심해져서 파업까지 갈 뻔 했으나, 현재는 다시 직원 월급이 돌아왔고, 노사관계도 좋아진 상태다.

## 같이 보기
- 블루 오리진
- EELV
- 스페이스X
- 아리안스페이스
- 미쓰비시 중공업
- 러시아 연방 우주국